# Fitorisanamento
Il fitorisanamento (dal greco φυτος, pianta), fitorimedio o fitorimediazione (in inglese phytoremediation) è una tecnologia naturale di bonifica dei suoli che utilizza alcune piante che sono in grado di fitoestrarre metalli pesanti e/o indurre la degradazione di composti organici in terreni contaminati.

## Storia
L'idea di base risale già agli anni cinquanta, quando alcuni ricercatori sovietici osservarono che piante semiacquatiche come il giacinto (Eichhornia crassipes) e la lenticchia d'acqua (Lemna minor) avevano la capacità di assorbire metalli tossici come il piombo, lo zinco e il cadmio dalle acque contaminate, o che piante come il crescione alpino prosperavano in terreni ricchi di zinco e di nichel.

Tra le piante con queste caratteristiche è citato l'uso dell'erba storna alpestre, (Noccaea alpestris o Thlaspi alpestre), capace di assorbire zinco, piombo ed altri metalli pesanti dal terreno.

Questa pianta, che in Italia cresce spontanea soprattutto sull'Appennino tosco-emiliano, si sviluppa bene sul suolo inquinato dai metalli pesanti, che per elevate concentrazioni potrebbero essere tossici per altre specie vegetali.

Grazie a dei geni contenuti nel suo Dna, assorbe metalli dalle radici e li accumula nelle foglie all'interno dei vacuoli dove restano intrappolati fino a quando le foglie non cadono sul terreno.

Anziché lasciare che le foglie cadano queste possono essere recuperate, essiccate e trasformate in polvere ricca di metalli pesanti che possono essere estratti e utilizzati nell'industria.

L'erba alpestre non ha necessità dei metalli pesanti per crescere ma in questo modo diminuisce la concentrazione di sostanze tossiche alle sue radici.
Altre piante iperaccumulatrici di sostanze tossiche sono state trovate tra le famiglie di Brassicaceae, Euphorbiaceae, Asteraceae, Lamiaceae, e Scrophulariaceae.

Tra di esse si ricordano alcuni esempi:
- Vetiver (Chrysopogon zizanioides) – assorbe metalli pesanti;
- Arabetta (Cardaminopsis talleri) - assorbe cadmio;
- Alisso (Alyssum wulfenianum) - assorbe nichel;
- Sebertis acuminata – assorbe il nichel;
- Amaranto (Amaranthus retroflexus) – assorbe il cesio radioattivo
- Girasole selvatico (Helianthus rigidus) – assorbe nichel e cromo;
- Girasole comune (Helianthus annuus) - assorbe cesio e stronzio;
- Senape indiana (Brassica juncea) – assorbe piombo, cromo, cadmio, nichel, zinco, selenio e altri metalli pesanti;
- Senape selvatica (Thlaspi goesingense) - assorbe nichel, cadmio e zinco;
- Colza (Brassica napus) - assorbe il selenio;
- Festuca (Festuca arundinacea) - assorbe selenio;
- Pioppo ibrido (Populus) - assorbe arsenico, cadmio e zinco

## Vantaggi e svantaggi

### Vantaggi
- Costi ridotti in rapporto alle tecniche di bonifica convenzionali.
- Facile monitoraggio.
- Essendo basata sull’impiego di organismi viventi, presenta un elevato valore ecologico, favorendo al contempo l’aumento della biodiversità di siti degradati.
- Elevato grado di accettabilità sociale.

### Svantaggi
- Il campo di applicazione è limitato agli ambienti accessibili alle piante.
- Processo pressoché circoscritto alle zone di terreno raggiungibili dalle radici delle piante.
- Richiede tempi più lunghi rispetto alla maggior parte delle tecniche di bonifica convenzionali
- In molti casi la biomassa prodotta durante il processo risulta contaminata e deve essere opportunamente gestita al fine di evitare la dispersione dei contaminanti nell’ambiente.

## Classificazione

### Fito-estrazione
La pianta è in grado di assorbire alcuni contaminanti dal suolo (es. metalli pesanti) e di trasferirli alle parti aeree (fusto, foglie etc.); la raccolta di tali parti permette di ridurre gradualmente (soprattutto dopo diversi cicli di raccolta ripetuti negli anni) i livelli di questi composti nel suolo. Le specie potenzialmente utilizzabili in fitoestrazione si dividono in due grandi famiglie: le piante iperaccumulatrici e le piante a rapido accrescimento.

### Fito-stabilizzazione
La pianta produce sostanze che rendono insolubile (immobilizzazione) l’inquinante nel terreno impedendone la dispersione nell’ambiente circostante. Si tratta di un metodo “passivo” perché non si tratta di una vera e propria tecnica di bonifica quanto piuttosto di una strategia di contenimento del problema.

### Fito-trasformazione
La pianta produce metaboliti in grado di modificare e/o degradare gli inquinanti nel terreno. Le radici di alcune piante presentano la capacità di secernere alcune sostanze (essudati radicali) in grado di favorire la degradazione di queste sostanze. Il mais (Zea mays L.), ad esempio, è ben conosciuto per questa proprietà.

### Fito-stimolazione
Il processo, conosciuto anche con il termine degradazione rizosferica, è tipicamente espletato dall’azione di microrganismi che vivono nella rizosfera i quali operano la degradazione di alcune tipologie di inquinanti organici. Questo processo può, riguardare anche alcune piante aquatiche (es antocerote) che operano in cooperazione con gruppi microbici attivi nella degradazione di alcune molecole come l’Atrazina.

### Fito-volatilizzazione
La pianta è in grado di assorbire i contaminanti, di trasferirli alle parti aeree e di eliminarli nell’atmosfera attraverso la traspirazione.

### Rizo-filtrazione
È un processo abbastanza analogo alla fito-estrazione ma che viene generalmente impiegato in zone umide attraverso l’impiego di piante acquatiche o adattate ad ambienti umidi.